# Richard Bonynge
Richard Bonynge (Sydney, 29 settembre 1930) è un direttore d'orchestra australiano.

## Biografia
Dopo aver compiuto un regolare corso di studi alla Sydney Boys High School e presso il Conservatorio della città natale, ha studiato pianoforte al Royal College of Music di Londra. 
Nella capitale britannica in qualità di pianista accompagnatore presso un teatro minore, aveva preparato alcuni cantanti, tra cui il soprano Joan Sutherland, che ha sposato nel 1954. Con la moglie, con cui ha stretto un sodalizio artistico di importanza storica, Bonynge è stato tra i fautori della rinascita del belcanto sette-ottocentesco, riportando in teatro diverse opere dimenticate.
Il 18 aprile 1963 dirige I puritani con la Sutherland, Nicolai Gedda e Justino Díaz a Filadelfia.
Al Royal Opera House, Covent Garden di Londra debutta nel 1964 dirigendo I puritani con la moglie, nel 1965 con la Sutherland Lucia di Lammermoor e La sonnambula con Luciano Pavarotti e nel giugno 1966 La Fille du régiment con la Sutherland e Pavarotti.
Al Metropolitan Opera House di New York debutta nel dicembre 1966 dirigendo Lucia di Lammermoor con la Sutherland, Anselmo Colzani e Nikola Gjuzelev, arrivando a 228 recite fino al 1991.
Le sue incisioni discografiche riflettono l'eclettismo dei suoi interessi musicali, ma Bonynge, tuttavia, scelse di specializzarsi esclusivamente nel repertorio teatrale musicale ed in quello ballettistico, con qualche piccola incursione in quello oratoriale, il tutto documentato da una ricchissima e importante discografia. Ha ricevuto il Sir Bernard Heinze Memorial Award nel 2009.
Vive a Les Avants di Montreux ed ha ancora una casa a Sydney.

## Discografia Parziale
- Adam: Giselle - Orchestra of the Royal Opera House, Covent Garden/Richard Bonynge, 1987 Decca - Altra edizione, sempre DECCA del 1969, con i complessi dell'Opera de Montecarlo
- Adam: Le Corsaire - English Chamber Orchestra/Richard Bonynge, 1992 Decca
- Auber: Le Domino Noir & Gustave III - Ballet Music - Sumi Jo/Bruce Ford, 1995 Decca
- Balfe: The Bohemian Girl - National Symphony Orchestra of Ireland/Richard Bonynge, 2003 Decca
- Bellini, Norma - Bonynge/Sutherland/Pavarotti, 1984 Decca - Bonynge/Sutherland/Horne/Alexander, 1964 RCA-DECCA
- Bellini, Puritani - Bonynge/Sutherland/Pavarotti, 1973 Decca - Bonynge/Sutherland/Duval/Capecchi/Flagello, 1964 DECCA
- Bellini, Sonnambula - Bonynge/Sutherland/Monti, 1964 DECCA
- Bellini, Sonnambula - Bonynge/Sutherland/Pavarotti, 1980 Decca
- Bellini: Beatrice di Tenda - Luciano Pavarotti/Dame Joan Sutherland/Josephine Veasey/Ambrosian Opera Chorus/London Symphony Orchestra/Richard Bonynge, Decca
- Ciaikovsky, Lago dei cigni - Bonynge/NPO, 1975 Decca
- Ciaikovsky, Lago dei cigni/Bella/Schiaccianoci - Bonynge/NPO, 1974/1977 Decca
- Ciaikovsky Offenbach, Schiaccianoci/Papillon - Bonynge/NPO/LSO, Decca
- Cilea: Adriana Lecouvreur - Bryn Terfel/Carlo Bergonzi/Dame Joan Sutherland/Leo Nucci/Orchestra of the Welsh National Opera/Richard Bonynge, 1990 Decca
- Delibes, Coppelia/Sylvia/Source - Bonynge/NPO/New PhO, 1972/1987 Decca
- Delibes, Lakmé - Bonynge/Sutherland/Vanzo, 1967 Decca
- Delibes Massenet, Coppelia/Carillon - Bonynge/Suisse Romande, 1970/1983 Decca
- Donizetti, Elisir d'amore - Bonynge/Pavarotti/Sutherland, 1970 Decca
- Donizetti, Figlia del reggimento - Bonynge/Sutherland/Pavarotti, 1967 Decca
- Donizetti, Lucia di Lammermoor - Bonynge/Sutherland/Pavarotti, 1971 Decca
- Donizetti: Lucrezia Borgia - Dame Joan Sutherland/Giacomo Aragall/Ingvar Wixell/Marilyn Horne/National Philharmonic Orchestra/Richard Bonynge, 1978 Decca
- Donizetti: La Favorita - Luciano Pavarotti/Ileana Cotrubaș/Nicolai Ghiaurov/Fiorenza Cossotto/Gabriel Bacquier/Orchestra del Teatro Comunale di Bologna/Richard Bonynge, 1978 Decca
- Gounod, Faust - Bonynge/Sutherland/Corelli, 1966 Decca
- Handel: Alcina, HWV 34 (Complete) - Giulio Cesare in Egitto, HWV 17 (Highlights) - Dame Joan Sutherland/London Symphony Orchestra/Mirella Freni/ Monica Sinclair/Richard Bonynge/Teresa Berganza, 1992 Decca
- Handel: Messiah - Dame Joan Sutherland/English Chamber Orchestra/Richard Bonynge, 1970 Decca
- Handel: Overtures and Sinfonias, Overtures of the 18th Century - English Chamber Orchestra/Richard Bonynge, 1999 Decca
- Emmerich Kálmán: The Gypsy Princess (Die Csárdásfürstin) - Richard Bonynge/Slovak Philharmonic Choir/Slovak Radio Symphony Orchestra, 2005 Naxos
- Kálmán: Die Herzogin von Chicago - Berlin Radio Chorus/Radio-Symphonie-Orchester Berlin/Richard Bonynge, 1999 Decca
- Massenet, Manon (balletto arr. Leighton Lucas) - Bonynge/ROHO, 1985 Decca
- Massenet: Esclarmonde - Clifford Grant/Dame Joan Sutherland/Giacomo Aragall/Huguette Tourangeau/National Philharmonic Orchestra/Richard Bonynge, 1990 Decca
- Messager: Les Deux Pigeons - Orchestra of the Welsh National Opera/Richard Bonynge, 1993 Decca
- Meyerbeer: Les Huguenots - Anastasios Vrenios/Dame Joan Sutherland/Gabriel Bacquier/Huguette Tourangeau/Martina Arroyo/New Philharmonia Orchestra/Nikola Gjuzelev/Richard Bonynge, 1970 Decca
- Minkus: La Bayadère - English Chamber Orchestra/Richard Bonynge, 1994 Decca
- Offenbach, Racconti di Hoffmann - Bonynge/Domingo/Sutherland, Decca - Grand Prix du Disque
- Pacini: Medea - Bonynge/Omilian/Lippi/Panajia, Orchestra Sinfonica di Savona, 1993 NAR International
- Puccini Leoni, Suor Angelica/L'oracolo - Bonynge/Sutherland/Ludwig, 1975/1978 Decca
- Rossini, Semiramide - Bonynge/Sutherland/Horne, 1966 Decca
- Rossini: La Boutique Fantasque - Chopin: Les Sylphides - Massenet: Méditation from "Thaïs" - National Philharmonic Orchestra/Nigel Kennedy/Richard Bonynge, 1996 Decca
- Strauss, Johann II: Aschenbrodel (Cinderella) - National Philharmonic Orchestra/Richard Bonynge, 2002 Decca
- Verdi, Ernani - Bonynge/Pavarotti/Sutherland, 1987 Decca
- Verdi, Rigoletto - Bonynge/Milnes/Pavarotti, Decca
- Verdi, Traviata - Bonynge/Sutherland/Pavarotti, 1979 Decca
- Verdi, Trovatore - Bonynge/Sutherland/Pavarotti, 1976 Decca
- Ballet Gala - Pas de Deux, London Symphony Orchestra/Richard Bonynge, 1992 Decca
- Joan Sutherland: Joy to the World - Dame Joan Sutherland/New Philharmonia Orchestra/Richard Bonynge/The Ambrosian Singers, 1965 Decca
- Fête du ballet - Richard Bonynge, 2001 Decca
- Romantic French Arias - Dame Joan Sutherland/Orchestre de la Suisse Romande/Richard Bonynge, 1970 Decca
- Overtures & Ballet Music of the 19th Century - London Symphony Orchestra/New Philharmonia Orchestra/Richard Bonynge, 1999 Decca
- The World Is Beautiful: Viennese Operetta Arias - Jerry Hadley/Richard Bonynge/Münchner Rundfunkorchester, 2003 BMG/RCA
- Carnaval! - French Coloratura Arias - English Chamber Orchestra/Richard Bonynge/Sumi Jo, 1994 Decca
- Pavarotti in Concert - Luciano Pavarotti/Orchestra del Teatro Comunale di Bologna/Richard Bonynge, 1974 Decca

## DVD & BLU-RAY
- Bellini: Norma (Sydney Opera House, 1978) - Joan Sutherland, Arthaus Musik
- Cilea: Adriana Lecouvreur (Opera Australia, 1984) - Joan Sutherland, Opus Arte
- Donizetti, Lucia di Lammermoor - Bonynge/Sutherland/Kraus, 1982 Deutsche Grammophon
- Donizetti: Lucia di Lammermoor (Opera Australia, 1986) - Joan Sutherland, Arthaus Musik
- Donizetti: La fille du regiment (Opera Australia, 1986) - Joan Sutherland, Opus Arte
- Donizetti: Lucrezia Borgia (Opera Australia, 1977) - Joan Sutherland, Opus Arte
- Kalman: Die Csardasfurstin (The Gypsy Princess) (Opera Australia) - Opus Arte
- Meyerbeer: Les Huguenots (Opera Australia, 1990) - Joan Sutherland, Opus Arte
- Verdi: Il trovatore (Sydney Opera, 1983) - Joan Sutherland, Arthaus Musik